# استف بس
استیون "استف بس" (زادهٔ ۱۲ ژوئیهٔ ۱۹۶۱) خوانندهٔ هلندی است که در کیپ تاون آفریقای جنوبی زندگی می‌کند. او به زبان هلندی (و گاهی آفریکانس) آواز می‌خواند و پس از موفقیت چشمگیر تک‌آهنگ "پاپا" (بابا) در سال ۱۹۹۰، در بلژیک، هلند و آفریقای جنوبی کارنامهٔ موفقی داشته است.
او آهنگ "Door De Wind" که باعث ورود بلژیک به مسابقه آواز یوروویژن ۱۹۸۹ شد را نوشته است.